# Línia evolutiva de Ponyta
Ponyta (ポニータ, Ponīta) i Rapidash (ギャロップ, Gyaroppu) són dues espècies de Pokémon que apareixen a la franquícia Pokémon, una sèrie de videojocs, anime, mangues, llibres, cartes col·leccionables i altres mitjans que fou inventada per Satoshi Tajiri i ha generat milers de milions de dòlars en beneficis per a Nintendo i Game Freak. Aparegueren per primera vegada en els videojocs Pokémon Red i Pokémon Green, llançats al Japó el 1996.
Ponyta, que recorda un poni, i Rapidash, que sembla un unicorn, són cavalls amb la crinera i la cua en flames. Tots dos foren concebuts per l'equip de Game Freak i dibuixats per Ken Sugimori. Són de tipus foc (amb formes regionals de tipus psíquic i fada) i ocupen els números 77 i 78 de la Pokédex Nacional, una enciclopèdia que descriu les diferents espècies de Pokémon.
Gaudeixen d'una certa popularitat, especialment entre les nenes, per la seva bellesa. Rapidash ha estat reconegut per IGN i MTV Multiplayer com un dels cavalls de videojocs més famosos.

## Concepte i creació
La franquícia Pokémon, propietat de Nintendo, sortí al mercat al Japó el 1996 amb els videojocs Pokémon Red i Pokémon Green. L'objectiu dels jocs és capturar i entrenar Pokémon per enfrontar-se amb altres entrenadors. Cada Pokémon té un o dos tipus (p. ex. aigua, foc o planta) que en determinen les febleses i resistències en combat. Quan s'entrenen, aprenen atacs nous i poden evolucionar en un altre Pokémon.

### Disseny
Igual que la majoria de Pokémon, Ponyta i Rapidash foren dissenyats per l'equip de desenvolupament de personatges de Game Freak. Ken Sugimori feu els últims retocs al seu aspecte per a la primera generació de jocs de Pokémon, Pokémon Red i Pokémon Green, venuts com a Pokémon Red i Pokémon Blue fora del Japó.
Ni Nintendo ni Game Freak han indicat d'on tragueren la inspiració per a aquests Pokémon. Tanmateix, alguns fans han suggerit que podrien basar-se en els cavalls de foc de diferents mitologies, com ara els cavalls solars que tiren el carro del déu Hèlios en la mitologia grega, els Ashvins de la mitologia índia o els cavalls de la mitologia nòrdica. Els dissenyadors mai no han confirmat aquestes referències.

### Nom
Ponyta i Rapidash reberen els noms originals de Ponīta (ポニータ) i Gyaroppu (ギャロップ) en japonès. Aquests noms foren adaptats a tres llengües per al llançament dels jocs a Occident: l'anglès, el francès i l'alemany. Les altres traduccions occidentals del joc fan servir els noms anglesos.
Nintendo volgué donar a les espècies de Pokémon noms «enginyosament descriptius», que estiguessin relacionats amb l'aspecte o els poders de les criatures. L'objectiu era que els personatges fossin més comprensibles per als infants, particularment els estatunidencs. Així com Ponyta manté el seu nom (amb l'ortografia canviada per conservar-ne la pronunciació) en anglès, alemany i francès, la seva evolució fou reanomenada a Rapidash en anglès, Gallopa en alemany i Galopa en francès. En la versió beta anglesa, el seu nom era Gallop, com en la versió japonesa, però posteriorment fou canviat. Segons IGN, el nom «Ponyta» ve de la paraula pony (‘poni’), mentre que «Rapidash» és un mot creuat entre rapid (‘ràpid’) i dash (‘córrer’), en referència a la seva velocitat. El nom francès Galopa i el nom alemany Gallopa provenen del galop, l'aire més ràpid dels cavalls. En coreà, el seu nom és 날쌩마 (Nalssaengma), i en xinès 烈焰馬, que significa literalment 'cavall de flames crepitants'.

## Característiques
Ponyta evoluciona a Rapidash. En els videojocs, aquesta evolució es produeix quan Ponyta arriba al nivell 40. Fins a la cinquena generació de Pokémon, eren els dos únics Pokémon d'aspecte equí entre els centenars de criatures imaginades per l'equip de Nintendo. Tots dos són de color crema a groc pàl·lid, amb crineres en flames. La Pokédex, enciclopèdia fictícia de l'univers de Pokémon, els descriu com a «cavall de foc». Igual que la immensa majoria de Pokémon, Ponyta i Rapidash no poden parlar. En les seves aparicions als videojocs i la sèrie animada, emeten sons similars a renills. Segons la Pokédex, són diürns, gregaris i herbívors. Es tracta de Pokémon molt àgils que viuen a les praderies o les muntanyes.

### Ponyta

Ponyta de Galar

Ponyta recorda un poni. La seva crinera i la seva cua, fetes de flames, broten una hora després del naixement i fan que tingui un aspecte impressionant. És capaç de regular la intensitat d'aquestes flames, sia reduint-la per no calar foc al seu fenc o augmentant-la fins a la temperatura de fusió del coure en combat. Aquesta capacitat es pot veure en l'anime, quan Ash Ketchum deixa de cremar-se quan toca la crinera d'un Ponyta i descobreix així que s'ha guanyat l'amistat del Pokémon. Les seves peülles són deu vegades més dures que el diamant. Pot esclafar qualsevol cosa en poc temps. Té el cos lleuger i les potes tremendament fortes. Segons la Pokédex, pot saltar per sobre de la Torre Eiffel o Ayers Rock i absorbir l'impacte de l'aterratge. Pot trencar el crani dels seus enemics amb les peülles. Quan acaba de néixer, amb prou feines es pot mantenir dempeus, però les potes se li van enfortint a força de galopar. A poc a poc es va fent més ràpid per poder seguir els seus pares. S'entrena en zones d'herba alta per convertir-se en un gran saltador.
Com alguns altres Pokémon, Ponyta té una forma regional, que en el seu cas es troba a Galar. Aquesta forma, que ha estat descrita com a «ridículament bufona» per IGN, es diferencia del Ponyta comú pel fet de tenir una banya al cap i crins de tonalitats pastel que sembla feta de cotó fluix de sucre en lloc de flames. Des del punt de vista de la mecànica de joc, és de tipus psíquic en lloc de tipus foc, aprèn diversos atacs diferents i té Pastel Veil (‘Vel Pastel’) com a segona habilitat en lloc de Flash Fire (‘Incendi’). El Ponyta de Galar fou presentat a la tardor del 2019 com un dels nous Pokémon de Pokémon Shield.

### Rapidash

Rapidash de Galar

Rapidash és la forma evolucionada de Ponyta. Igual que aquest últim, és un cavall de color groc pàl·lid amb la crinera i la cua en flames. Se'n diferencia per la banya d'unicorn que té al front, la major llargada de la seva crinera i el fet de tenir flames de tonalitats taronja i vermelles als turmells en lloc de les cuixes. Els seus ulls, que tenen l'iris vermell, són proporcionalment més petits i tenen una forma diferent.
En el món Pokémon, se'l pot veure corrent pels camps i les planes de manera relaxada amb altres membres del seu ramat. Tanmateix, és molt competitiu i, quan veu passar alguna cosa més ràpida, com ara un cotxe o un tren, intenta atrapar-la a tota velocitat. En aquestes situacions, pot accelerar de 0 a 240 km/h en només deu passos i les flames dels seus crins es tornen més vives. Les seves peülles amb prou feines toquen a terra i, vist des de lluny, pot semblar que corri sobre l'aire. Igual que en el cas de Ponyta, les seves peülles són més dures que el diamant. En combat, aquest Pokémon s'envolta de flames i carrega contra els seus contrincants escopint foc. Els crins, com els de Ponyta, estan extremament calents i poden causar cremades. Quan Rapidash es posa a córrer, les flames dels seus crins s'aviven i, a mesura que va agafant velocitat, s'allarguen i deixen anar guspires ardents.
La forma de Galar de Rapidash segueix el mateix patró de colors que la seva forma preevolucionada, amb una gamma de tonalitats pastel, els crins i la cua més llargs i una banya encara més gran que la del Rapidash comú. Des del punt de vista de la mecànica de joc, és de tipus psíquic i fada en lloc de tipus foc, aprèn diversos atacs diferents i té Pastel Veil (‘Vel Pastel’) com a segona habilitat en lloc de Flash Fire (‘Incendi’). El Ponyta de Galar fou presentat a la tardor del 2019 com un dels nous Pokémon de Pokémon Shield.

## Aparicions

### Videojocs
Ponyta i Rapidash apareixen a la sèrie de videojocs Pokémon, de la qual s'havien venut més de 300 milions de còpies a novembre del 2017. Formen part de la primera generació de Pokémon, presentada a les versions japoneses de Pokémon Red i Pokémon Green. La versió de demostració beta també incloïa «Puchikoon», una preevolució de Ponyta que no acabà sortint a les versions definitives. Malgrat que fou recuperat per a la versió de demostració beta de Pokémon Gold i Pokémon Silver, tampoc no aparegué en les versions definitives de la segona generació.
Es pot obtenir un ou de Ponyta fent criar dos Pokémon, un dels quals ha de ser un Ponyta o un Rapidash mascle. Les seves habilitats especials són Run Away (‘Fuga’), que fa que sigui més fàcil fugir dels Pokémon salvatges, i Flash Fire (‘Incendi’), que els permeten absorbir els atacs de tipus foc que reben i utilitzar-los per augmentar la potència dels seus propis atacs del mateix tipus. La segona habilitat de les formes de Galar, Pastel Veil (‘Vel Pastel’), les protegeix del verí i cura els Pokémon aliats enverinats. A maig del 2020, el Ponyta i el Rapidash de Galar eren els únics Pokémon amb aquesta habilitat. Entre els atacs que aprenen hi ha Megahorn (‘Megabanya’), Agility (‘Agilitat’), Fire Spin (‘Gir Foc’), Take Down (‘Aterrada’) i Fury Attack (‘Atac Fúria’). Els seus atacs més potents inclouen Fire Blast (‘Flamarada’), Bounce (‘Bot’) i Flare Blitz (‘Escomesa Ígnia’).
Chimchar i Ponyta són els únics Pokémon bàsics de tipus foc de Sinnoh, la regió en la qual tenen lloc els jocs Pokémon Diamond, Pokémon Pearl i Pokémon Platinum. A més a més, és un dels catorze Pokémon que tenen una descripció en sis llengües a la Pokédex.
Tant les formes originals com les de Galar es poden atrapar en Pokémon Go.

### Anime
L'anime i les pel·lícules de Pokémon narren les aventures d'Ash Ketchum, un jove entrenador de Pokémon que viatja pel món per capturar Pokémon, combatre altres entrenadors i convertir-se en un mestre Pokémon. La trama sovint divergeix de la dels videojocs. Ponyta i Rapidash tenen un paper important a l'episodi The Flame Pokémon-athon!. El dia abans d'una cursa de Pokémon, el Team Rocket es conxorxa amb un competidor per provocar un accident que deixa Lara Laramie fora de joc. Ash s'ofereix a muntar el Ponyta de Lara per participar-hi, tot i que s'ha de guanyar l'acceptació del Pokémon per no cremar-se quan li toca els crins. Durant la cursa, el Ponyta és atacat diverses vegades pel Dodrio del rival de Lara. A la recta final de la cursa, evoluciona a Rapidash, «el Pokémon més ràpid del món», i aconsegueix superar el Dodrio per imposar-se a la línia d'arribada. Rapidash també apareix a l'animació d'introducció de tots els episodis de la primera temporada.
Aquests Pokémon apareixen en segon pla en altres episodis. Un Ponyta i un Rapidash formen part de la companyia de circ de Stella a It's Mr. Mime Time. A l'episodi especial de Nadal de la primera temporada, Holiday Hi-Jynx, un Ponyta tira el trineu del Pare Noel, que exclama: «no tinc rens, tinc un Ponyta!». Aquesta funció recau sobre Stantler en episodis posteriors. A Throwing in the Noctowl apareixen dos Ponyta a bord del Hoothoot Express. Tot i que només apareix durant uns segons, és un Rapidash el que permet a Jon Dickson guanyar la Lliga Pokémon de Johto en derrotar el Rhydon de l'altre finalista a Johto Photo Finish. A l'episodi especial Time Warp Heals All Wounds, la infermera Joy té un Ponyta.
A Pokémon: The First Movie surt el Rapidash d'una entrenadora, que és capturat i clonat per Mewtwo. El clon torna a aparèixer en Pokémon: Mewtwo Returns.

### Manga
Ponyta i Rapidash apareixen al manga Pokémon Adventures. Rapidash és la muntura del líder de gimnàs Blaine, que protegeix l'heroi Ash contra Mewtwo. Ponyta és el primer contrincant del segon cicle de la sèrie. L'entrenadora Platinum, heroïna del cicle homònim de la sèrie, també té un Ponyta que li serveix de muntura. Aquest Pokémon és relativament feble i perd molts combats contra líders de gimnàs, però aconsegueix derrotar el Bronzong de Byron i poc després evoluciona a Rapidash.

### Joc de cartes
El joc de cartes de Pokémon és un joc de cartes col·leccionables amb un objectiu semblant al d'un combat de Pokémon en els videojocs. Es tracta de fer servir cartes (cadascuna de les quals té punts forts i punts febles) per derrotar els Pokémon del contrincant i ser el primer jugador a agafar totes les cartes de premi. Ponyta i Rapidash formen part del joc des de la primera edició com a cartes d'etapa 1 i 2, respectivament, tipus foc, debilitat contra el tipus aigua i cap resistència. N'hi ha una versió fosca.

## Acollida crítica
Rapidash fou elegit en 90è lloc a la classificació de Pokémon més populars segons els lectors d'IGN (d'entre els 650 que es coneixien a finals del 2010). Jack DeVries escrigué que en evolucionar a un unicorn Ponyta esdevé «encara més genial», afegint que «Rapidash és ràpid com una mala cosa, poderós i, d'alguna manera, fins i tot arriba a ser bonic malgrat que tot el seu cos et pot matar». Segons DeVries, Rapidash és atractiu per a tothom: «[é]s igual que prefereixis els Pokémon bufons o els rebels, Rapidash és les dues coses alhora». Un altre editor d'IGN comentà que, tot i que no era el seu Pokémon de tipus foc preferit, molts entrenadors valoren la seva gran velocitat i li donen un lloc important entre els Pokémon d'aquest tipus. Així mateix, GameSpot inclogué Rapidash en la llista dels «32 únics Pokémon que importen».
Una editora d'IGN escrigué que Ponyta «no és gaire cosa», però que li agradava perquè evoluciona a un Pokémon «d'una bellesa absolutament captivant», tot afegint que Rapidash era el seu Pokémon de tipus foc preferit, malgrat que sovint és passat per alt en benefici de Pokémon més populars, com ara Charizard, Typhlosion i Arcanine.
MTV Multiplayer dugué a terme un sondeig per elegir el millor cavall de videojocs, amb la participació d'un jurat compost per Ken Levine, de 2K Boston, el periodista Leigh Alexander, Mike Krahulik, de Penny Arcade, i Kari Unebasami (Tofuburger), d'I Can Has Cheezburger?. Aquests tres últims classificaren Rapidash en segon, primer i tercer lloc, respectivament. Segons Tofuburger, Rapidash és «bufó i manyac», però també perillós. A un membre de l'equip de GamesRadar+ li «agrada[va] molt» Rapidash, tot i considerar que hi havia millors opcions. Els autors de Pokémon Top 10 Handbook, Tracey West it Katherine Noll, elegiren Rapidash com a quart millor Pokémon de tipus foc. Joseph Jay Tobin, autor d'un estudi universitari sobre l'impacte de Pokémon, ha destacat la popularitat de Ponyta entre les nenes.